# Juan del Arco
Juan del Arco Pérez (Leganés, 29 de noviembre de 1991) es un balonmanista español que ocupa la posición de lateral izquierdo en el Helvetia Anaitasuna de la Liga Asobal.
Habitual con las selecciones españolas juvenil y junior, hizo su debut con la selección absoluta el 10 de junio de 2015 ante la selección de Austria.

## Trayectoria
- 2009–2015:  BM Granollers
- 2015-2016:  El Jaish SC
- 2016-2017:  US Ivry
- 2017-2019:  CB Ciudad de Logroño
- 2019-2020:  Tremblay-en-France
- 2020-2020:  Limoges Hand 87 (cedido)
- 2020-2022 :  Helvetia Anaitasuna
- 2022-Act. :  BM Cangas